# رف قاري

الرف القاري على الصعيد العالمي باللون السماوي

الرَّف القاري أو الجرف القاري أو حافة القارَّة أو الإفريز القاري (بالإنجليزية: Continental Shelf)‏ هو عبارة عن امتداد قاري ولكنه مغطى بالماء ولايعد منطقة أو ميزة بحرية إذا قل منسوب الماء فيه بمقدار 5% من متوسط العمق. عرض هذه المنطقة يتراوح من صفر في ميامي فلوريدا إلى أكثر من 800كم في منطقة شمال سيبيريا من المحيط المتجمد الشمالي. تقع اسفل منطقة الجرف القاري
منطقة الرصيف القاري تكون حوالي 8% من مساحة سطح البحار والمحيطات ولكن هذا يعد حوالي 6/1 مساحة اليابسة على الأرض. معظم الرفوف القارية تنحدر انحدارا سهلا في اتجاه البحر. في نهاية الرف القارى يوجد ما يسمى بالانكسار القاري (بالإنجليزية: Shelf Break)‏ عادة مايظهر على عمق 120-200 م أسفل هذا الجزء فان القاع ينحدر بشدة ليكون مايسمى بالانحدار القاري (بالإنجليزية: Continental Slope)‏ هذا الجزء يعد الحد ما بين الكتلة القارية وقيعان البحار وعادة ماينحدر ليصل العمق إلى حوالي 3000 - 4000 م. جزء كبير من قيعان المناطق تتواجد بجوار أعماق البحار وتظهر على أعماق تتراوح ما بين 3000 5000 م.